# Relacje Saxena
Relacje Saxena – zależności pomiędzy wielkościami stosowanymi przy opisie zjawiska elektroosmozy: potencjałem przepływu, elektroosmozą, ciśnieniem elektroosmotycznym i prądem przepływu. Według relacji Saxena:
- potencjał przepływu = - elektroosmoza
- ciśnienie elektroosmotyczne = - prąd przepływu.

Ze względu na występujące w literaturze różnice w definiowaniu pojęć związanych relacjami Saxena, można spotkać także następujące zależności:
- potencjał przepływu = ciśnienie elektroosmotyczne
- prąd przepływu = elektroosmoza